# Museu Nacional da Imprensa, Jornais e Artes Gráficas
O Museu Nacional da Imprensa (MNI), no Porto, nascido em 1997, surgiu face à necessidade de mostrar a história da imprensa e artes gráficas.
Considerado um dos melhores do mundo devido à qualidade e quantidade das peças expostas, salienta-se a possibilidade de, além de ver as peças, poder manuseá-las simulando assim o processo de impressão e composição.

## Concurso de Textos de Amor
Desde 2001, o Museu da Imprensa lança "Concurso de Textos de Amor". Em 2013, esta iniciativa passou a denominar-se "Concurso de Textos de Amor Manuel A. Pina", em homenagem ao jornalista e escritor Manuel António Pina.
Em 2011, foi lançado o livro Textos de amor, constituído por 78 trabalhos em prosa e poesia que participaram nos primeiros dez anos do concurso.

### Vencedores
| Ano  | Vencedor(a)                     | Título              | Textos | Ref.              |
| ---- | ------------------------------- | ------------------- | ------ | ----------------- |
| 2001 | Miguel Carvalho                 | N.D.                |        | [ 3 ]             |
| 2002 | N.D.                            |                     |        |                   |
| 2003 | N.D.                            |                     |        |                   |
| 2004 | N.D.                            |                     |        |                   |
| 2005 | N.D.                            |                     |        |                   |
| 2006 | Esperança Melo                  | "Anja da guarda"    | N.D.   | [ 4 ]             |
| 2007 | Ana Rita da Silva Freitas Rocha | "Si j'étais restée" | >500   | [ 5 ]             |
| 2008 | Vítor Oliveira Jorge            | "Margem"            | 300    | [ 3 ] [ 6 ]       |
| 2009 | N.D.                            |                     |        |                   |
| 2010 | Manuel S. Alves                 | N.D.                |        | [ 3 ]             |
| 2011 | N.D.                            |                     |        |                   |
| 2012 | Pedro Guilherme-Moreira         | "Plátano"           | 500    | [ 1 ] [ 7 ] [ 8 ] |